# Rose Ojeda i Creus
Rose Ojeda i Creus (Vilanova i la Geltrú, 30 août 1871 - Barcelone, 15 mai 1954), en religion Rose de Notre-Dame du Carmel est une religieuse espagnole fondatrice des carmélites de saint Joseph et reconnue vénérable par l'Église catholique depuis 1998.

## Biographie
Rosa Ojeda Creus est née à Vilanova i la Geltrú le 30 août 1871 au sein d'une famille pauvre. En 1877, à la suite du décès de ses parents, elle est recueillie ainsi que ses deux frères, par ses grands-parents maternels, qui encouragent leurs petits-enfants à étudier à l'école. Rose aime la musique et le chant, elle est aussi très douée pour coudre et broder, tâches qu'elle n'abandonnera jamais au cours de sa vie. Lorsque son grand-père tombe malade, elle s'occupe de lui jusqu'à son décès. Ce dévouement envers les malades ne s'arrête pas là, avec d'autres filles de la ville, elle offre son aide à l'hôpital de Vilanova i la Geltrú tenu par les sœurs Joséphites de la Charité,.
C'est le début d'une vocation qu'elle garde en elle jusqu'à ce que ses frères aient une situation. En septembre 1893, libérée de ses engagements familiaux, elle prend le train pour Vic où se trouve la maison-mère des sœurs Joséphites de la Charité. Là, elle se dévoue aux soins des malades à domicile. Le 5 mai 1895, elle prononce ses vœux religieux et change son nom pour celui de sœur Rose Ojeda de saint Joseph ; elle est nommée maîtresse des novices et secrétaire privée de Dolorès Campolier, la supérieure générale ; avec le gouvernement de cette dernière, des divergences surgissent dans l'institut entre les adeptes de la supérieure générale et d'autres qui lui sont opposées.
Ce climat ne plaît pas à sœur Rose ; avec une autre sœur, elle demande audience auprès de Mgr Morgades i Gili, évêque de Barcelone qu'elles ont connu quand il était évêque de Vic. Il les réconforte et les autorise à se séparer des sœurs joséphites pour fonder un nouvel institut religieux, c'est ainsi que les carmélites de saint Joseph voient le jour le 10 octobre 1900,.
En 1909, la mère Rose vit la semaine tragique dans la paix. Les religieuses prononcent leurs vœux perpétuels en 1911, sous le nom de Rose de Notre-Dame du Carmel, l'année suivante, lors du deuxième chapitre général, Rose Ojeda Creus est élue supérieure générale, poste qu'elle occupe pendant 42 ans (jusqu'à son décès). Elle traverse les turbulences de la guerre d'Espagne, souffrant beaucoup des « épreuves » que vivent ses religieuses. 
Mère Rose décède le 15 mai 1954. 

## Processus de béatification
Son procès de béatification commence le 7 juillet 1977, elle est déclarée vénérable le 3 juillet 1998 par Jean-Paul II.